# Megaselia beckeri
Megaselia beckeri är en tvåvingeart som först beskrevs av Wood 1909.  Megaselia beckeri ingår i släktet Megaselia och familjen puckelflugor.
Artens utbredningsområde är Idaho. Arten är reproducerande i Sverige. Inga underarter finns listade i Catalogue of Life.